# SN 2006R
SN 2006R – supernowa typu Ia odkryta 26 stycznia 2006 roku w galaktyce NGC 6142. W momencie odkrycia miała maksymalną jasność 17,50m.